# Dietrich von Grawert
Hans Dietrich von Grawert (* 29. Juli 1822 in Dresden; † 10. Dezember 1889 in Bornstedt) war ein preußischer Generalleutnant.

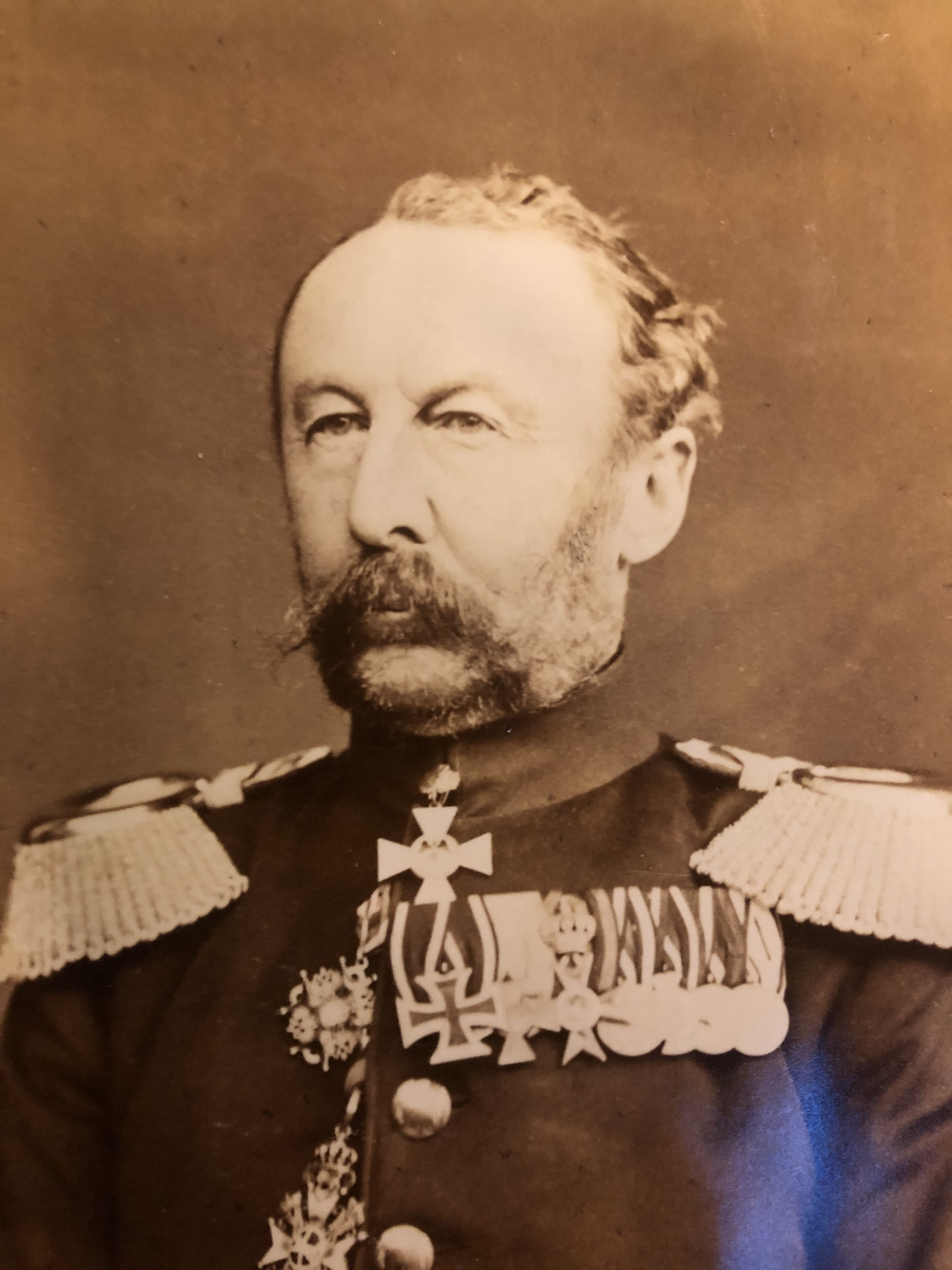
Dietrich von Grawert

## Leben

### Herkunft
Dietrich war der Sohn des preußischen Hauptmanns Albert von Grawert (1796–1826) und dessen Ehefrau Auguste Henriette, geborene von Witzleben (1798–1843).

### Militärkarriere
Grawert besuchte die Kadettenhäuser in Potsdam und Berlin. Am 9. August 1840 wurde er als Portepeefähnrich dem Kaiser Alexander Grenadier-Regiment der Preußischen Armee überwiesen und avancierte Mitte Dezember 1840 zum Sekondeleutnant. Als solcher war Grawert von März 1847 bis Ende Februar 1848 zur Garde-Artillerie-Brigade kommandiert. Im Anschluss daran nahm er in Berlin an der Niederschlagung des Barrikadenaufstandes sowie während des Feldzuges in Dänemark am Gefecht bei Schleswig teil. Im Juni 1852 stieg Grawert zum Premierleutnant auf, war von November 1854 bis Oktober 1855 zum Garde-Dragoner-Regiment kommandiert und wurde am 9. Februar 1856 Hauptmann. Am 12. März 1859 folgte seine Ernennung zum Kompaniechef. Als Kompanieführer wurde Grawert am 7. Juni 1860 zum 1. kombinierten Grenadier-Regiment kommandiert, aus dem kurz darauf das 3. Garde-Grenadier-Regiment hervorging. Grawert war hier bis zum 24. Juni 1864 als Kompaniechef tätig und kam mit der Beförderung zum Major in das 4. Garde-Regiment zu Fuß. Mit diesem Verband nahm er 1864 im Krieg gegen Dänemark an der Beschießung von Fredericia sowie den Gefechten bei Heisekro und Horsens teil.
Am 4. April 1866 wurde Grawert Kommandeur des I. Bataillons, dass er im Deutschen Krieg 1866 im Feldzug in Süddeutschland führte. Als Oberstleutnant war er ab 6. Juni 1869 zum Ersatzgeschäft im Bezirk der 41. Infanterie-Brigade in Mainz kommandiert. Mit Beginn des Krieges gegen Frankreich wurde Grawert zunächst für die Dauer des mobilen Verhältnisses zum Kommandeur des 2. Garde-Landwehr-Regiments ernannt und in dieser Eigenschaft am 26. Juli 1870 zum Oberst befördert. Er führte sein Regiment in den Belagerungen von Straßburg sowie Paris und wurde mit dem Eisernen Kreuz II. Klasse ausgezeichnet. Während der Belagerung der französischen Hauptstadt beauftragte man ihn am 21. November 1870 mit der Führung des 2. Hessischen Infanterie-Regiments Nr. 82. Nach dem Vorfrieden von Versailles erhielt Grawert am 29. März 1871 seine Ernennung zum Regimentskommandeur. In gleicher Eigenschaft war er vom 1. Januar 1872 bis zum 14. Oktober 1874 im 1. Großherzoglich Hessischen Infanterie-(Leibgarde)-Regiment Nr. 115 in Darmstadt tätig. Anschließend folgte unter Stellung à la suite dieses Regiments seine Ernennung zum Kommandeur der 12. Infanterie-Brigade in Brandenburg an der Havel sowie am 27. Oktober 1874 die Beförderung zum Generalmajor. Wilhelm I. zeichnete Grawert am 20. September 1876 mit dem Roten Adlerorden II. Klasse mit Eichenlaub aus. Unter Verleihung des Charakters als Generalleutnant wurde er am 12. April 1879 mit der gesetzlichen Pension zur Disposition gestellt.

### Familie
Grawert verheiratete sich am 17. Februar 1848 in Berlin mit Natalie von Müffling (1824–1863), Tochter des späteren Generals der Infanterie Wilhelm von Müffling genannt Weiß. Aus der Ehe gingen mehrere Kinder hervor, darunter der preußische Generalmajor Kurt von Grawert (1849–1921) und der preußische Oberstleutnant Hans von Grawert (1851–1901). Nach dem Tod seiner ersten Frau ehelichte Grawert am 17. Mai 1866 in Potsdam Henriette Gräfin von Blumenthal (1839–1889). Aus dieser Ehe gingen die Söhne Werner (1867–1918) und Gideon (1869–1941) sowie die Töchter Nataly (1870–1939), Marie (1873–1938) und Margarete (1879–1945) hervor. In dritter Ehe war er seit dem 20. Oktober 1887 mit Alice von Witzleben (1857–1928) verheiratet.